# Violeta Mițul
Violeta Mițul (* 3. April 1997 in Tiraspol, Republik Moldau; † 4. September 2023 in Vopnafjörður, Island) war eine moldauische Fußballspielerin.

## Leben
Mițul stand zuletzt seit Frühjahr 2023 beim isländischen Verein UMF Einherji unter Vertrag. Zuvor hatte sie verschiedene Karrierestationen in Moldau (FC Alga Tiraspol), Rumänien (Vasas Femina FC), Kasachstan (Oqschetpes Kökschetau) und Spanien (FF La Solana).
Zudem spielte Mițul für die moldauische Nationalmannschaft, für die sie über 40 Spiele absolvierte, unter anderem in der Qualifikation zur Fußball-Weltmeisterschaft 2019 in Frankreich sowie zur Fußball-Weltmeisterschaft 2023 in Australien und Neuseeland.
Am 4. September 2023 starb Mițul im Alter von 26 Jahren bei einem Sturz von einer Klippe bei einer Tour mit Mitspielerinnen im Hafen von Vopnafjörður.